# Vereinigung Deutscher Radsport-Verbände
Die Vereinigung Deutscher Radsport-Verbände e.V. (VDRV) wurde am 13. April 1924 in Kassel gegründet.

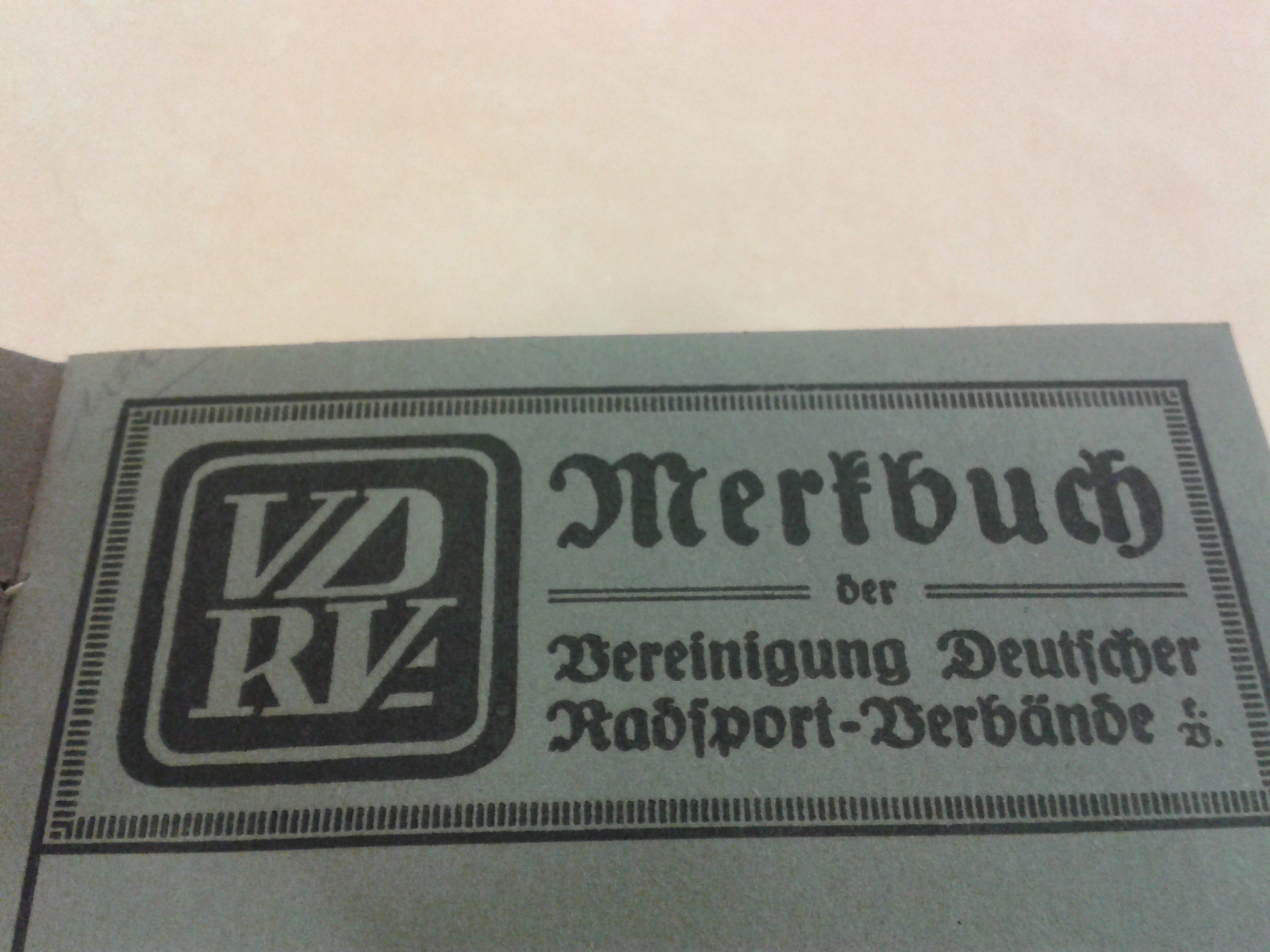
Logo der Vereinigung Deutscher Radsport-Verbände und Titel des Merkbuchs von 1925

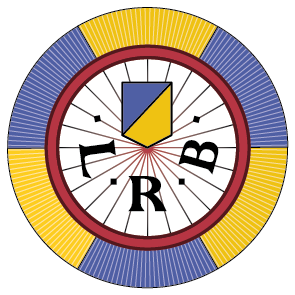
Lausitzer-Radfahrer-Bund (Logo)

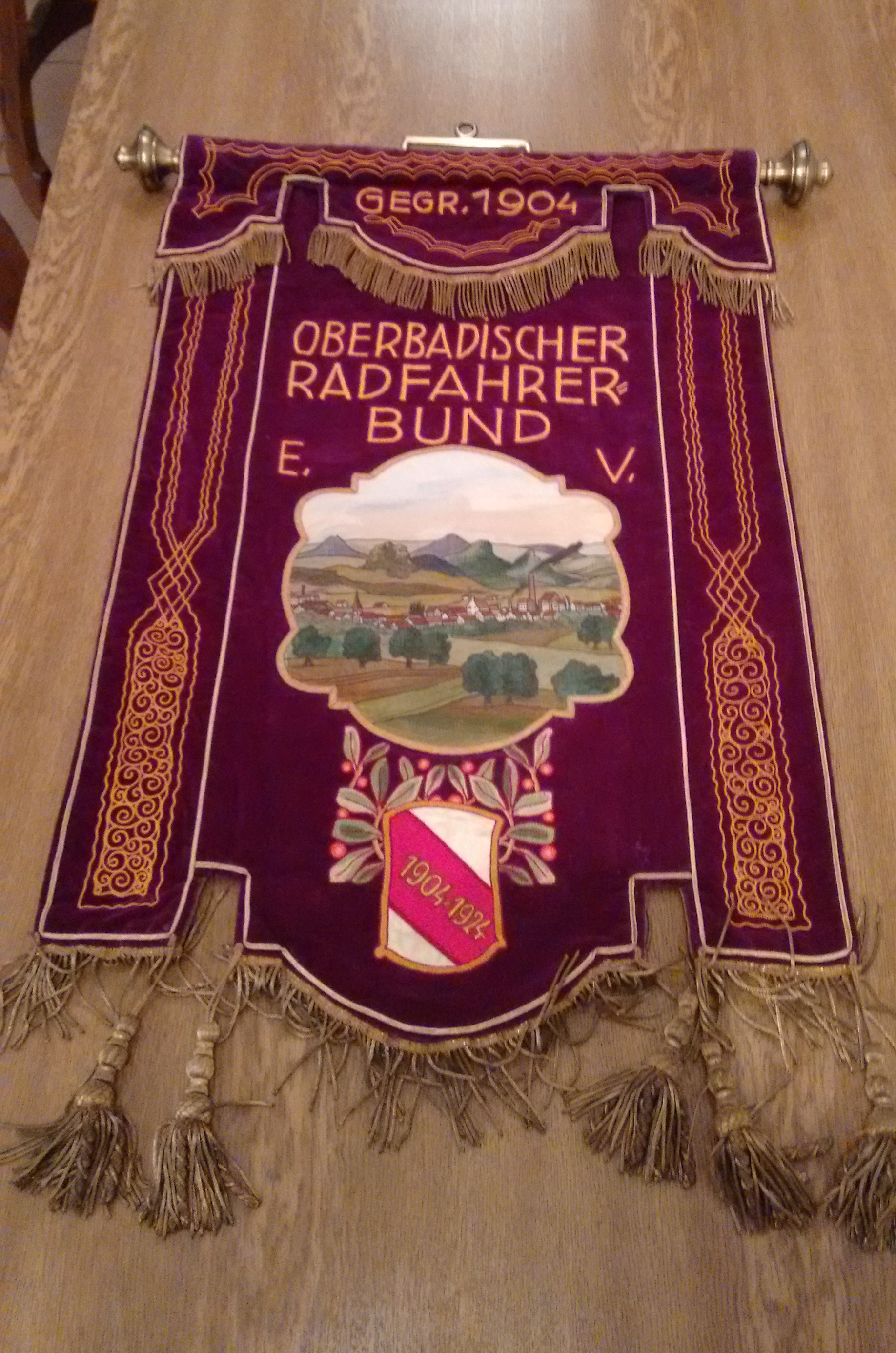
Banner Oberbadischer Radfahrer-Bund 1924, Vorderseite

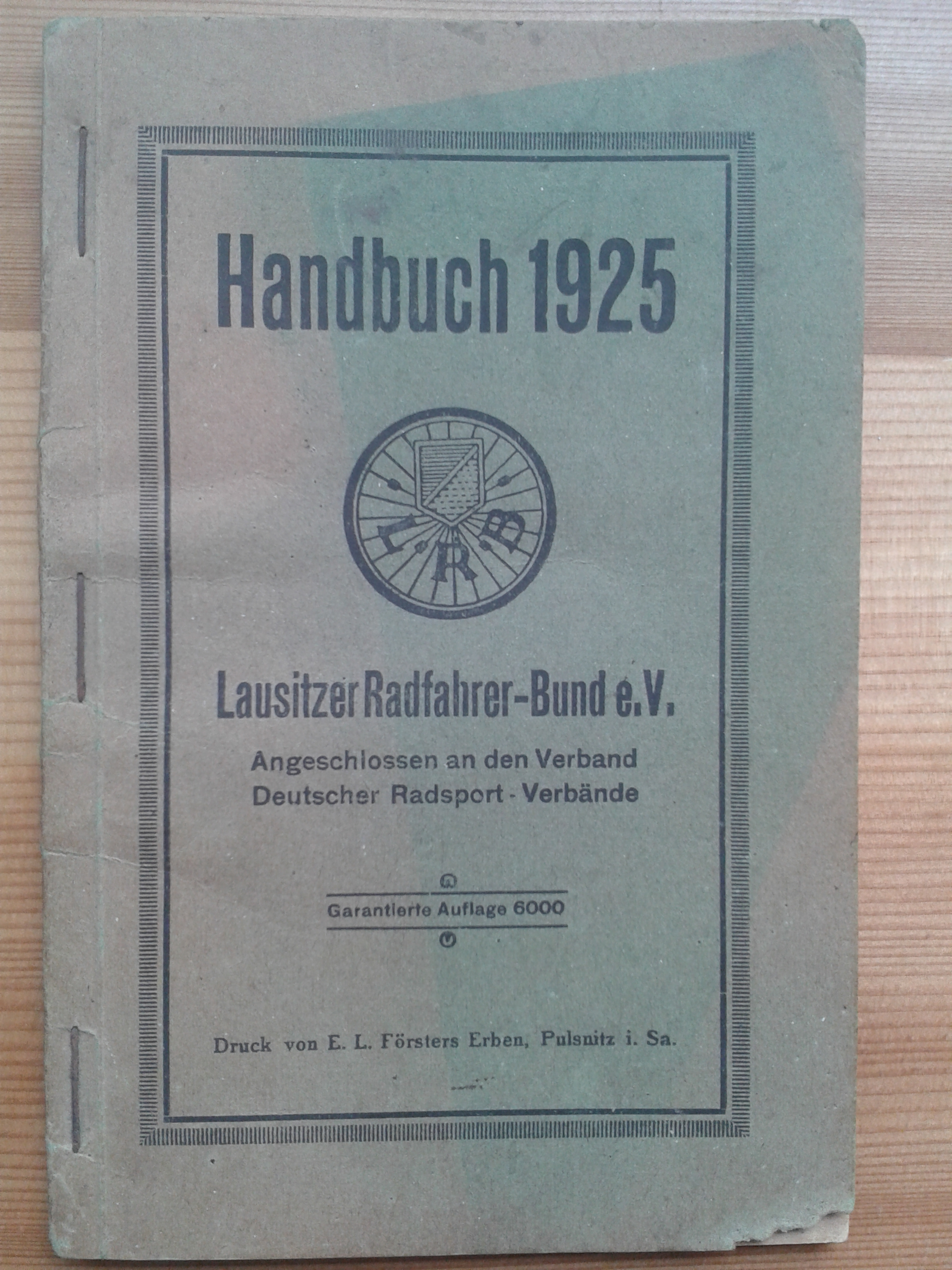
Handbuch 1925: Lausitzer Radfahrer-Bund e.V., Angeschlossen an den Verband Deutscher Radsport-Verbände

Als Unterbezeichnung führte der VDRV den Namen Schutzgemeinschaft deutscher Rad- und Kraftradfahrer. Die Vereinigung verstand sich als Interessenvertretung der unabhängigen Amateurradsportverbände, Mitgliedsvereine und ihrer persönlichen Mitglieder und veröffentlichte gemeinsame Wettfahrbestimmungen fürs Wanderfahren, Zeitfahren, Straßen- und Bahnwettfahren, für Korso, Reigen, für Saalfahrer, fürs Rasenradballspiel sowie fürs Kraftradfahren. Themen waren, neben Auseinandersetzungen mit konkurrierenden Sportverbänden, z. B. Grenzkarten für den Übertritt nach Österreich, in die Schweiz oder in die Tschechoslowakei sowie hohe Verwaltungsgebühren für Straßenrennen und deren Anmeldung.

## Mitgliedsverbände

### 1925
Anschlußverbände waren 1925 folgende Vereine:
- Bayerisch-Württembergischer Radfahrer-Bund e.V. (Lindau-Reutin/Bodensee)
- Deutsche Radfahrer-Union e.V. (Hannover)
- Lausitzer Radfahrer-Bund e.V. (Steinigtwolmsdorf)
- Deutscher Rad- und Motorradfahrer-Verband Concordia e.V. (Bamberg), gegründet 1909[6][7][8]
- Hessisch- und Nassauischer Radfahrer-Bund (Laubenheim-Mainz)
- Oberbadischer Radfahrer-Bund (Gottmadingen)
- Oberlausitzer Radfahrer-Bund (Zittau)
- Pfälzischer Radfahrer-Bund e.V.[9] (Ludwigshafen)
- Radfahrer-Landesverband Württemberg (Stuttgart)[10]
- Sächsischer Radfahrer-Bund e.V.[11] (Leipzig)
- Verband zur Wahrung der Interessen der bayerischen Radfahrer e.V.[12] (München)

Der Aufnahmeantrag der Allgäuer Radfahrer-Vereinigung e.V. wurde 1924 wegen unerfüllter Aufnahmebedingungen abgelehnt.

### Deutscher Radfahrer-Tag des VDRV
- 1925: veranstaltet im Rahmen des Bundesfestes des Sächsischen Radfahrer-Bundes am 16. August in Leipzig[14]

## Vorläuferorganisationen
Das Kartell Deutscher und Österreichischer Radfahrer-Verbände wurde 1898 gegründet. Mitglieder waren der Verband zur Wahrung der Interessen der bayerischen Radfahrer, der Schutzverband deutscher Radfahrer, Schutzverbänd der Radfahrer in Berlin, Köln, Braunschweig, Werdau/Sachsen sowie der Bund deutscher Herrenfahrer Verbände Österreichs und der Schwarzwälder Radfahrer-Verband. Außer zwei Motorradfahrer- und Automobilverbänden (1901) wurden in den Folgejahren auch der  Sächsische Radfahrer-Bund und 1903 der  Arbeiter-Radfahrer-Verband „Solidarität“ Mitglieder des Kartelles. Die Federführung der Verbandsarbeit lag in dieser Zeit beim Verband zur Wahrung der Interessen der bayerischen Rad- und Motorradfahrer. 1903 wurde der Kartellname erweitert zu Kartell deutscher und österreichischer Rad- und Motorfahrer-Verbände.